# Irimbo
Irimbo (del purépecha: «lugar de corcobados») es una localidad mexicana situada en el estado de Michoacán, con 423 años de antigüedad, cabecera del municipio homónimo. Se localiza a 56 km de la capital estatal, Morelia.

## Historia
Durante la época de la colonia, el pueblo de Irimbo fue entregado en encomienda al conquistador Don Juan Velázquez de Salazar, y los franciscanos de Taximaroa, se encargaron de realizar la labor de evangelización de sus habitantes. En la segunda mitad del siglo XVll, el partido de Irimbo ya se encontraba adscrito al diezmatorio de Maravatio el cual comprendía Taximaroa, Tlalpujahua, Ucareo y Tziritzicuaro. A Irimbo se le entregó en dos ocasiones la categoría de municipio: la primera vez por la ley territorial del 10 de diciembre de 1831, ocupando el rango hasta 1874, año en que el congreso le quitó esa categoría; la segunda, el 1923 de mayo de 1877, perteneciendo al distrito de La Piedad.

## Población
Cuenta con 3552 habitantes lo que representa un incremento promedio de 1.5% anual en el período 2010-2020 sobre la base de los 3070 habitantes registrados en el censo anterior. Ocupa una superficie de 2.652 km², lo que determina al año 2020 una densidad de 1340 hab/km².
| Gráfica de evolución demográfica de Irimbo entre 2000 y 2020      |
|                                                                   |
| Fuente: Instituto Nacional de Estadística Geografía e Informática |

Irimbo estaba clasificada en 2010 como una localidad de grado medio de vulnerabilidad social.
La pob Irimbolación de está mayoritariamente alfabetizada (4% de personas mayores de 15 años analfabetas al año 2020) con un grado de escolarización en torno a 8.5 años. Solo el 0.06% de la población se reconoce como indígena.

## Monumentos históricos
- Parroquia de San Mateo
- Palacio Municipal